# Andreas Rüdiger (Schauspieler)
Andreas Rüdiger (* 23. Juni 1951 in Meißen) ist ein deutscher Schauspieler, Theaterregisseur und Synchronsprecher.

## Leben
Andreas Rüdiger studierte von 1974 bis 1977 an der damaligen Theaterhochschule Leipzig. Bereits während seiner Ausbildung spielte er am Theater Chemnitz. Es schlossen sich bis 1986 Engagements an den Theatern in Greifswald, Stralsund, Neustrelitz, Altenburg und Annaberg an. Seit 1986 ist Rüdiger freischaffend tätig und trat unter anderem am Theater am Kurfürstendamm, der Comödie Dresden und dem Theater Görlitz auf. Daneben arbeitet er auch als Theaterregisseur.
Bekannte Rollen Rüdigers waren Lucentio in Der Widerspenstigen Zähmung, Herzog Orsino in Was ihr wollt, Demetrius bzw. Theseus im Ein Sommernachtstraum (alle von William Shakespeare), Kulygin in Drei Schwestern von Anton Tschechow oder Truffaldino in Diener zweier Herren von Carlo Goldoni.
Sein Debüt vor der Kamera hatte Andreas Rüdiger 1979 in dem Film Zugvogel am Sund. Seitdem ist er sporadisch auf dem Bildschirm zu sehen, so in mehreren Folgen der Seifenoper Verbotene Liebe oder im Polizeiruf 110. In der zweiten Staffel der Comedyserie Die Viersteins übernahm er die Rolle des Familienoberhauptes Adam Vierstein.
Ungleich umfangreicher ist Rüdigers Arbeit als Synchronsprecher. In der Deutschen Synchronkartei ist er (Stand Juni 2024) mit 193 Rollen gelistet. Neben Rollen in Filmen synchronisierte er verschiedene Kollegen mehrfach in Serien wie Mord ist ihr Hobby, MacGyver, Geschichten aus der Gruft, Diagnose: Mord oder Star Trek: Deep Space Nine.
Andreas Rüdiger lebt in Meißen.

## Filmografie
- 1979: Zugvogel am Sund
- 1988: Polizeiruf 110 – Amoklauf
- 1995: Zu treuen Händen
- 1997: Die Viersteins
- 2000: Das Amt (2 Folgen)
- 2003: Verbotene Liebe (9 Folgen)
- 2004: Polizeiruf 110 – Das Zeichen
- 2008: Monogamie für Anfänger
- 2008: Im Namen des Gesetzes – Spurensuche
- 2008: Familie Dr. Kleist – Familienzuwachs
- 2017: SOKO Wismar – Eheversprechen
- 2020: SOKO Wismar – Zucht und Ordnung
- 2021: Der Ranger – Paradies Heimat: Himmelhoch
- 2022: Der Ranger – Paradies Heimat: Zusammenhalt

## Synchronrollen (Auswahl)
- Jay Silverheels als Tonto in Der Held mit der Maske
- Sidney Poitier als Steve Jackson in Samstagnacht im Viertel der Schwarzen
- Jonathan Hogan als Alan in Das Haus in der Carroll Street
- Zach Grenier als Davis in Cliffhanger – Nur die Starken überleben
- Keith Washington als Dexter in Poetic Justice
- William Petersen als Gideon Walker in Wildes Land
- Joe Morton als Captain McMahon in Speed
- Terence McGovern als Dr. Newsoe in Nine Months
- Beau Lotterman als Army Major in Outbreak – Lautlose Killer
- Kenn Norman als Sheriff Cork in Die Fahrt ins Nirgendwo
- John Diehl als Tim Nunley in Die Jury
- Howie Long als Kelly in Operation: Broken Arrow
- Andrew Divoff als Boris Bazylev in Air Force One
- Howie Long als Jesse in Firestorm – Brennendes Inferno
- Claudio Amendola als Barabbas in Die Bibel – Jesus
- James Gammon als Marv Loach in Der Gigant aus dem All
- Eric Thal als Carl Heine Jr. in Schnee, der auf Zedern fällt
- Joe Morton als Chauncey Eskridge in Ali
- Tommy Lee als Jimmy Tattoo in Streets of Philadelphia – Unter Verrätern